# Drammen HK
El Drammen Håndballklubb és un club noruec d'handbol fundat l'any 1992 de la ciutat de Drammen, molt a prop d'Oslo. La seva fundació es deu a la fusió entre la secció d'handbol del Reistad Idrettslag i del Sturla Idrettsforening per tal d'aconseguir un equip més competitiu.
Actualment disputa la 1a Divisió noruega d'handbol, competició que ha ganyat en dues ocasions en les temporades 1996/97 i 2006/07. A més a més, a nivell internacional guanyà la City Cup de 1996.

## Palmarès
- 1 City Cup: 1996
- 2 Lligues noruegues: 1997 i 2007